# Санто Стефано Квисквина
Санто Стефано Квисквина (итал. Santo Stefano Quisquina) је насеље у Италији у округу Агриђенто, региону Сицилија.
Према процени из 2011. у насељу је живело 4072 становника. Насеље се налази на надморској висини од 728 м.

## Становништво
Према резултатима пописа становништва 2011. у општини је живело 4.897 становника.
| 1931. | 1936. | 1951. | 1961. | 1971. | 1981. | 1991. | 2001. | 2011. |
| ----- | ----- | ----- | ----- | ----- | ----- | ----- | ----- | ----- |
| 5.897 | 6.196 | 6.577 | 6.485 | 5.902 | 5.823 | 5.628 | 5.405 | 4.897 |